# محوطه شهر گاه خون
محوطه شهر گاه خون مربوط به سده‌های اولیه دوران‌های تاریخی پس از اسلام است و در شهرستان ماسال، بخش مرکزی، دهستان حومه، روستای خون واقع شده و این اثر در تاریخ ۷ اسفند ۱۳۸۶ با شمارهٔ ثبت ۲۱۵۳۳ به‌عنوان یکی از آثار ملی ایران به ثبت رسیده است.